# Anunnaki
De Anunnaki (enkelvoud Anunnaku) vormen in de Mesopotamische mythologie (Sumeriërs, Akkadiërs, Assyriërs en Babyloniërs) een groep godheden die verwant zijn en soms overlappen met de Anunna (de 'Vijftig Grote Goden') en de Igigi (de mindere goden).
De anunnaki spelen een rol in recente complottheorieën en pseudohistorische werken, onder andere in de publicaties van David Icke en Zacharia Sitchin.

## Betekenis
De godennaam kan getranscribeerd worden als da-nuna, da-nuna-ke4-ne, of da-nun-na. Er bestaan veel schrijfwijzen: Annunaki, Annunnaki, Anunaki, Anunaku, Anunnaku, Anuna, Anunnaka. De betekenis is "nakomelingen van Anu", ofwel "die van koninklijken bloede".

## Raad van goden

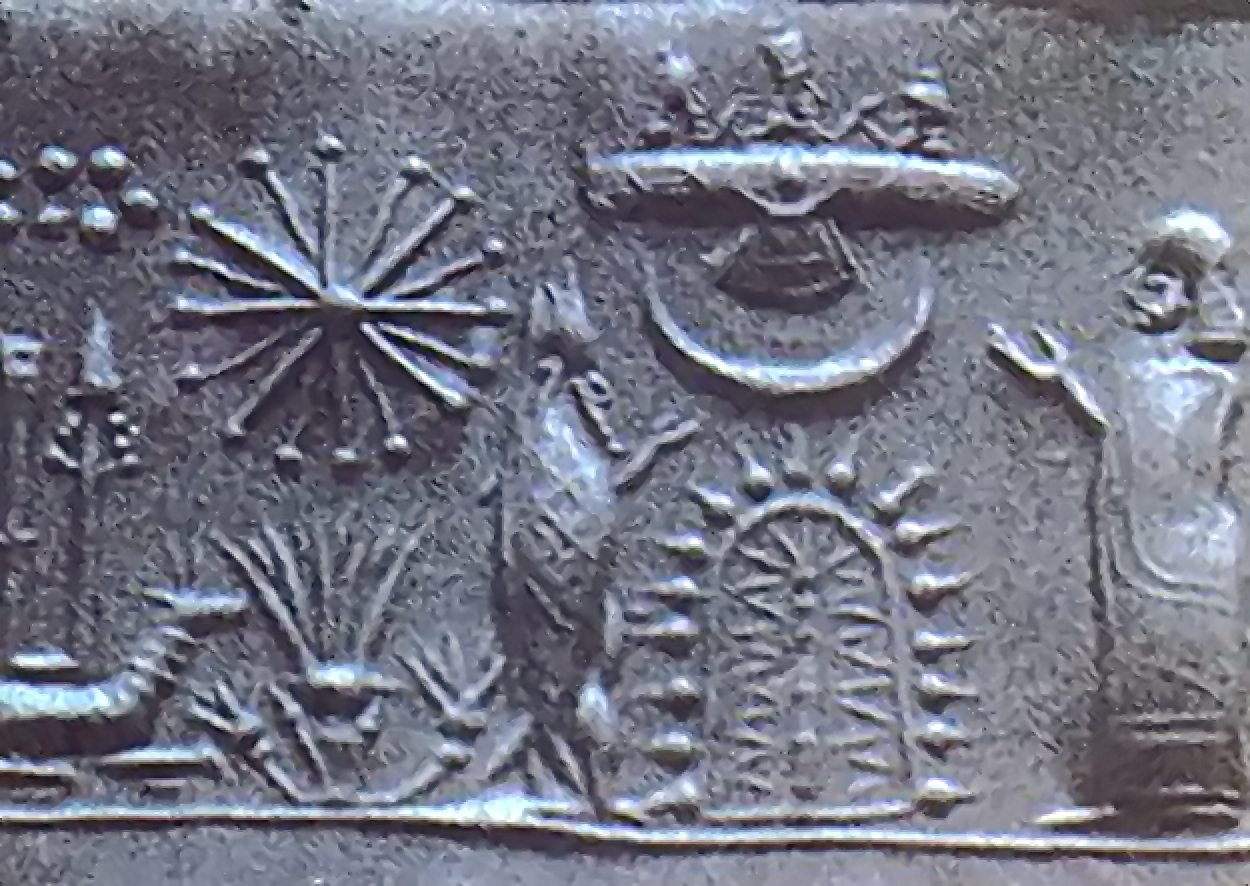
Cilinderzegel uit Mesopotamië. Ea in de gedaante van een vis, Ahura Mazda als vliegende schijf, links Mardoeks draak en speer

Hoofd van de Anunnaki-raad was de Grote Anu, de god van het firmament. De andere leden werden als zijn nakomelingen beschouwd. De Anunnaki vormden de Hoge Raad van de Goden als Anu's metgezellen. Ze hadden sleutelposities verspreid over de wereld en de onderwereld. Meest bekend onder hen waren Marduk (Enki's zoon), Asaru, Asarualim, Asarualimnunna, Asaruludu, En-Ki (Ea voor de Akkadiërs), Namru, Namtillaku en Tutu. In de Akkadische religie werden de Anunna als Anunnaki opgenomen. Hier vormden ze de onderaardse goden, die tegenover de Igigi, de hemelse goden, werden gesteld.

## Anunnaki en Igigi
In onder andere de Enoema-Elisj verstoorden de Anunnaki met hun vitaliteit de rust van de oudere goden en Tiamat, de oergodin van het (zoute) water, verzamelde haar Igigi onder leiding van haar zoon Kingu om in opstand te komen. Maar Kingu werd verslagen door Marduk, de leider van de Anunnaki. Marduk nam de Me, de Tabletten van het Lot, van Kingu af.

## Schepping van de mens
Om plaatsvervangers voor de Igigi als arbeiders te vinden en Kingu voor zijn opstand te straffen, maakten de baarmoedergodin Mami en handwerkersgod Ea (Enki) van veertien stukken klei, gemengd met het bloed én het verstand van Kingu, zeven mannen en zeven vrouwen. Die hebben nu iets goddelijks in zich én rebels, omdat ze ten dele afstammen van de opstandige Igigu Kingu.